# Арнсдорф
Арнсдорф (нім. Arnsdorf, в.-луж. Warnoćicy) — громада в Німеччині, розташована в землі Саксонія. Входить до складу району Бауцен.
Площа — 35,80 км2. Населення становить 4908 ос. (станом на 31 грудня 2020).